# Włochów (województwo świętokrzyskie)
Włochów – wieś w Polsce położona w województwie świętokrzyskim, w powiecie koneckim, w gminie Stąporków.
W latach 1975–1998 miejscowość należała administracyjnie do województwa kieleckiego.
Wierni kościoła rzymskokatolickiego należą do parafii św. Jacka i św. Katarzyny w Odrowążu.